# Henry Herbert (2e baron Herbert de Chirbury)
Pour les articles homonymes, voir Henry Herbert et Herbert.
Henry Herbert, 2e baron Herbert de Chirbury (décédé le 19 avril 1738), de Ribbesford, Worcestershire, est un homme politique whig anglais qui siège à la Chambre des communes de 1708 à 1709, date à laquelle il accède à la pairie en tant que baron Herbert de Chirbury.

## Biographie
Herbert est né après 1678, le fils unique de Henry Herbert (1er baron Herbert de Chirbury) et de son épouse Anne Ramsey, fille de John Ramsey, Dyer, de Londres. Il fait ses études à la Westminster School en 1695, puis en privé sous Abel Boyer en 1699.
Herbert se présente pour le Parlement à Bewdley aux élections générales anglaises de 1705 mais est battu dans le scrutin et échoue ensuite avec une pétition. Son père, un fervent Whig, achète ensuite une nouvelle charte pour Bewdley et peut prendre le contrôle de l'arrondissement. Herbert junior est élu en tant que député whig pour Bewdley aux élections générales britanniques de 1708. Son père meurt le 22 janvier 1709 et Herbert lui succède à la pairie. En conséquence, il quitte son siège à la Chambre des communes pour siéger à la Chambre des lords. Là, il continue à contester une pétition contre son élection afin d'obtenir la nouvelle charte.
Lord Herbert épouse Mary Wallop, fille de John Wallop de Farley Wallop, Hampshire, le 12 décembre 1709. Elle est la sœur de John Wallop, premier comte de Portsmouth. Les dépenses électorales d'Herbert l'ont amené à rencontrer des difficultés financières. En 1713, il sert le ministère conservateur de Robert Harley (1er comte d'Oxford et Mortimer), qui finance personnellement Herbert pour qu'il puisse rester à Londres et voter. Lorsque les Whigs sont aux commandes après 1714, Herbert revient à son allégeance initiale dans l'espoir d'obtenir une aide financière. Il meurt sans descendance le 19 avril 1738, prétendument par suicide. Sa veuve est morte en 1770.